# Dolní Heřmanice
Dolní Heřmanice település Csehországban, a Žďár nad Sázavou-i járásban. Dolní Heřmanice Petráveč, Jabloňov, Osové, Rohy, Kamenná, Studnice és Tasov településekkel határos. Lakosainak száma 571 fő (2024. január 1.).

## Népesség
A település lakosságának változását az alábbi diagram mutatja:
| Lakosok száma | 484  | 536  | 561  | 509  | 465  | 446  | 506  | 503  | 539  | 571  |
|               | 1869 | 1890 | 1921 | 1950 | 1980 | 2001 | 2017 | 2019 | 2022 | 2024 |